# Jymmy França
Jymmy França (Rio de Janeiro, 15 april 1984) is een Braziliaans voormalig voetballer die als aanvaller speelde.

## Carrière
França begon zijn carrière in 2001 bij Castelo FC. Hierna kwam hij uit voor FC Spartak Trnava, FC Sheriff Tiraspol en Tsjornomorets Odessa. Met Sheriff Tiraspol werd hij in 2010 kampioen van de Divizia Națională. 